# クラーク・ロバートソン
クラーク・ロバートソン（Clark Robertson、1993年9月5日 - ）は、スコットランド・アバディーン出身のプロサッカー選手。ポーツマスFC所属。ポジションはDF。

## 経歴

### クラブ
2009年6月に地元クラブであるアバディーンFCとプロ契約を締結。2010年5月のハミルトン・アカデミカルFC戦でプロデビューを飾った。2012年5月、契約を2015年まで延長。
2015年6月にアバディーンFCを退団し、直後にブラックプールFCと契約を締結した。
2018年7月、EFLチャンピオンシップのロザラム・ユナイテッドFCと3年契約を締結。11月のクイーンズ・パーク・レンジャーズFC戦で移籍後初ゴールを決めた。
2021年6月22日、ポーツマスFCに2年契約で移籍することが発表された。

### 代表
U-19及びU-21のスコットランド代表出場歴がある。